# Kalhov
Kalhov település Csehországban, a Jihlavai járásban. Kalhov Šimanov, Herálec, Humpolec, Větrný Jeníkov és Ústí településekkel határos. Lakosainak száma 124 fő (2024. január 1.).

## Népesség
A település lakosságának változását az alábbi diagram mutatja:
| Lakosok száma | 229  | 251  | 214  | 170  | 148  | 117  | 123  | 127  | 126  | 124  |
|               | 1869 | 1890 | 1921 | 1950 | 1980 | 2001 | 2017 | 2019 | 2022 | 2024 |